# ياسينايت
ياسينايت (بالبلغارية: Ясените)‏ قرية تقع إدارياً ضمن بلدية غابروفو ‏ في بلغاريا. ويبلغ عدد سكانها 17 نسمة حسب تعداد 15 مارس 2015. تعتمد ياسينايت للبريد على الرمز البريدي 5335.